# Sentiero del Viandante
Sentiero del Viandante (svenska: "Vandrarens stig") är en vandringsled längs östra sidan av Comosjön och fortsätter sedan in i Valtellina, från Lecco till Morbegno. Den totala sträckan är cirka 75 kilometer.
År 2020 var det den första leden som certifierades av Touring Club Italiano.

## Bilder

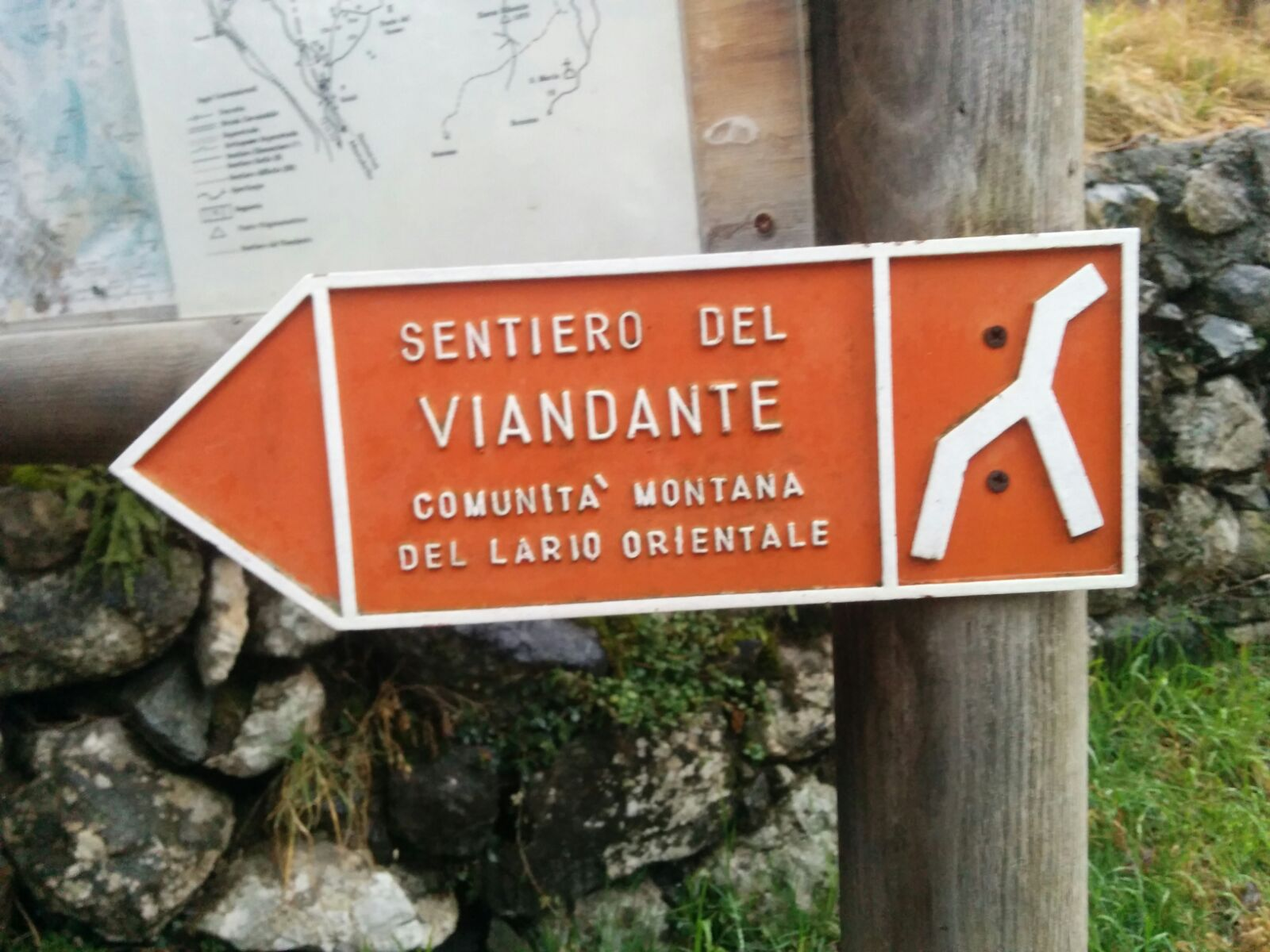
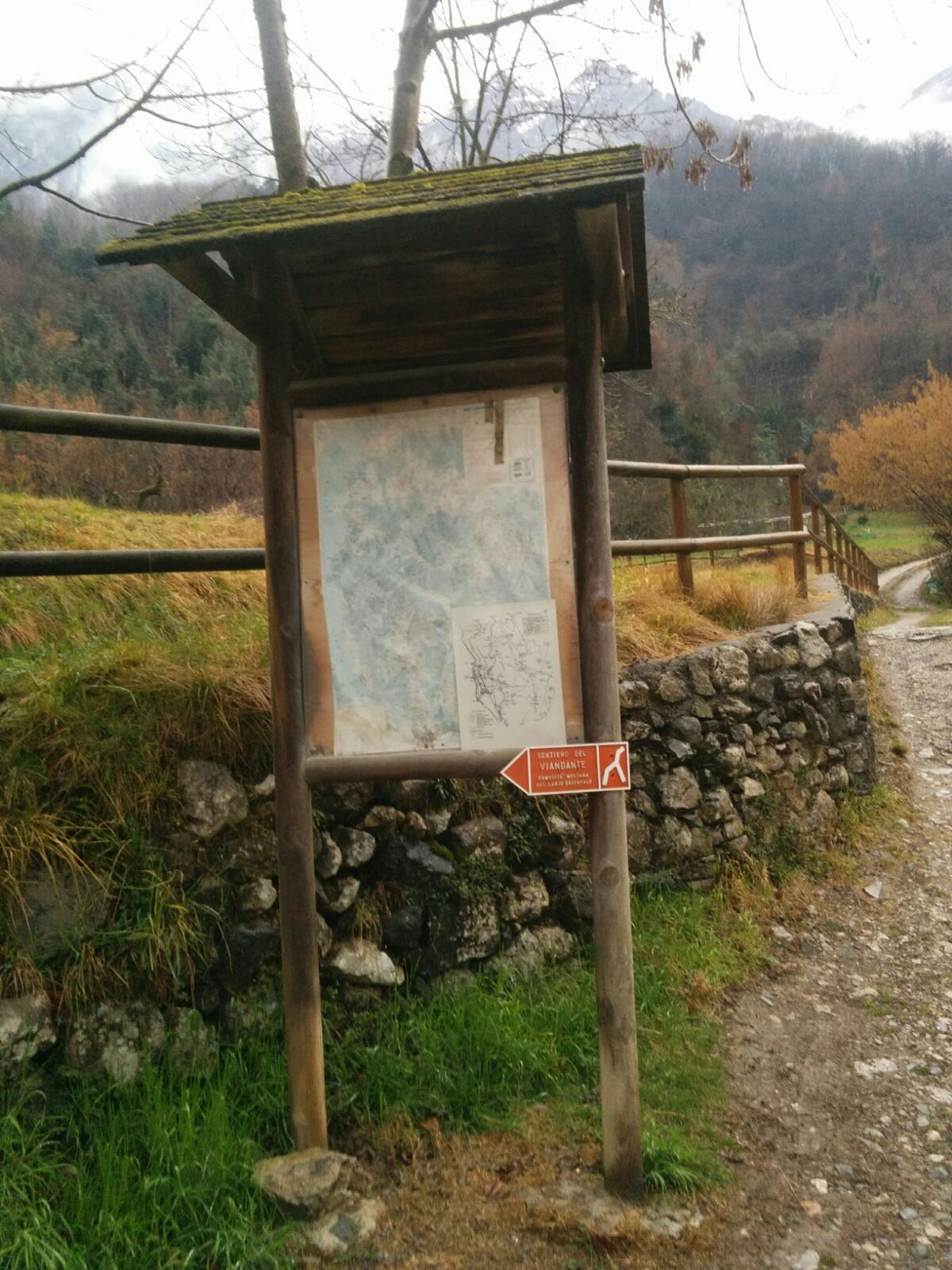